# Hajdana Radunović
Hajdana Radunović (in serbo Хајдана Рaдуновић?; Podgorica, 10 gennaio 1978) è un'ex cestista montenegrina, professionista nella WNBA.

## Carriera
Nel 2012-13 arriva a stagione in corso a Priolo, in A1 italiana, per dare maggior peso al quintetto sotto canestro e prendere il posto della partente Dimana Georgieva.

## Statistiche

### Presenze e punti nei club
Dati aggiornati al 30 giugno 2013
| Stagione | Squadra            | Competizione | Partite | Partite | Partite | Statistiche tiro | Statistiche tiro | Statistiche tiro | Altre statistiche | Altre statistiche | Altre statistiche | Altre statistiche | Altre statistiche |
| Stagione | Squadra            | Competizione | Pres.   | Titol.  | Minuti  | Tiri da 2        | Tiri da 3        | Liberi           | Rimb.             | Assist            | Rubate            | Stopp.            | Punti             |
| --- | ------------------ | ------------ | ------- | ------- | ------- | ---------------- | ---------------- | ---------------- | ----------------- | ----------------- | ----------------- | ----------------- | ----------------- |
| 2001 | New York Liberty   | WNBA         | 4       | 0       | 9       | 1/2              | 0                | 2/2              | 4                 | 0                 | 0                 | 0                 | 4                 |
| gen. '13-'13 | Isab Energy Priolo | Serie A1     | 10      | 3       | 256     | 22/65            | 1/6              | 10/16            | 43                | 7                 | 11                | 2                 | 57                |
| Totale carriera |                    |              |         |         |         |                  |                  |                  |                   |                   |                   |                   |                   |
| Nota: per la NBA, la WNBA e la NCAA, la colonna "Tiri da 2" comprende la somma dei tiri dal campo (tiri da 2 + tiri da 3). |                    |              |         |         |         |                  |                  |                  |                   |                   |                   |                   |                   |